# Europeiska inomhusmästerskapen i friidrott 2023 – Herrarnas stavhopp
Herrarnas stavhopp vid europeiska inomhusmästerskapen i friidrott 2023 avgjordes mellan den 4 och 5 mars 2023 på Ataköy Athletics Arena i Istanbul i Turkiet.

## Medaljörer
| Guld                    | Silver                                      | Brons          |
| Sondre Guttormsen Norge | Emmanouil Karalis GreklandPiotr Lisek Polen | Ingen medaljör |

## Rekord
| Innan tävlingens start fanns följande rekord | Innan tävlingens start fanns följande rekord | Innan tävlingens start fanns följande rekord | Innan tävlingens start fanns följande rekord | Innan tävlingens start fanns följande rekord |
| -------------------------------------------- | -------------------------------------------- | -------------------------------------------- | -------------------------------------------- | -------------------------------------------- |
| Världsrekord                                 | Armand Duplantis (SWE)                       | 6,22                                         | Clermont-Ferrand, Frankrike                  | 25 februari 2023                             |
| Europeiskt rekord                            | Armand Duplantis (SWE)                       | 6,22                                         | Clermont-Ferrand, Frankrike                  | 25 februari 2023                             |
| Mästerskapsrekord                            | Armand Duplantis (SWE)                       | 6,05                                         | Toruń, Polen                                 | 7 mars 2021                                  |
| Världsårsbästa                               | Armand Duplantis (SWE)                       | 6,22                                         | Clermont-Ferrand, Frankrike                  | 25 februari 2023                             |
| Europaårsbästa                               | Armand Duplantis (SWE)                       | 6,22                                         | Clermont-Ferrand, Frankrike                  | 25 februari 2023                             |

## Program
Alla tider är lokal tid (UTC+03:00).
| Datum  | Tid   | Omgång |
| ------ | ----- | ------ |
| 4 mars | 9:03  | Kval   |
| 5 mars | 19:18 | Final  |

## Resultat

### Kval
Kvalregler: Hopp på minst 5,75 meter 0Q0 eller de 8 friidrottare med högst hopp 0q0 gick vidare till finalen.
| Placering | Namn                  | Nationalitet  | 5,20 | 5,40 | 5,55 | 5,65 | 5,75 | Resultat           | Noteringar |
| --------- | --------------------- | ------------- | ---- | ---- | ---- | ---- | ---- | ------------------ | ---------- |
| 1         | Emmanouil Karalis     | Grekland      | –    | o    | o    | o    | o    | 5,75               | 0Q0        |
| 1         | Torben Blech          | Tyskland      | –    | xo   | o    | o    | o    | 5,75               | 0Q0        |
| 3         | Ben Broeders          | Belgien       | –    | o    | o    | xo   | o    | 5,75               | 0Q0        |
| 4         | Claudio Stecchi       | Italien       | –    | o    | o    | o    | xo   | 5,75               | 0Q0        |
| 5         | Ethan Cormont         | Frankrike     | –    | o    | xo   | o    | xo   | 5,75               | 0Q0, 0SB0  |
| 6         | Sondre Guttormsen     | Norge         | –    | o    | –    | o    | xx–  | 5,65               | 0q0        |
| 6         | Pål Haugen Lillefosse | Norge         | –    | o    | o    | o    | xxx  | 5,65               | 0q0        |
| 6         | Piotr Lisek           | Polen         | –    | o    | o    | o    | xxx  | 5,65               | 0q0        |
| 6         | Bo Kanda Lita Baehre  | Tyskland      | –    | o    | o    | o    | xx–  | 5,65               | 0q0        |
| 10        | Thibaut Collet        | Frankrike     | –    | o    | xo   | o    | xxx  | 5,65               |            |
| 11        | Ersu Şaşma            | Turkiet       | –    | xxo  | o    | xxx  |      | 5,55               | 0SB0       |
| 11        | Menno Vloon           | Nederländerna | –    | xxo  | o    | xxx  |      | 5,55               |            |
| 13        | Dominik Alberto       | Schweiz       | o    | o    | xxx  |      |      | 5,40               |            |
| 14        | Urho Kujanpää         | Finland       | xo   | xo   | xxx  |      |      | 5,40               |            |
| 15        | Valentin Lavillenie   | Frankrike     | –    | xxo  | –    | x–   | xx   | 5,40               |            |
| 16        | Robert Renner         | Slovenien     | xo   | xxx  |      |      |      | 5,20               |            |
| 99        | Gillian Ladwig        | Tyskland      | –    | xxx  |      |      |      | Inget giltigt hopp |            |

### Final
Finalen startade klockan 19:18.
| Placering | Namn                  | Nationalitet | 5,40 | 5,60 | 5,70 | 5,80 | 5,85 | 5,91 | Resultat | Noteringar |
| --------- | --------------------- | ------------ | ---- | ---- | ---- | ---- | ---- | ---- | -------- | ---------- |
| 1         | Sondre Guttormsen     | Norge        | o    | –    | o    | o    | xx–  | x    | 5,80     |            |
| 2         | Emmanouil Karalis     | Grekland     | o    | xo   | o    | o    | xxx  |      | 5,80     |            |
| 2         | Piotr Lisek           | Polen        | o    | o    | x–   | o    | xxx  |      | 5,80     | 0SB0       |
| 4         | Torben Blech          | Tyskland     | xo   | o    | xo   | o    | xxx  |      | 5,80     |            |
| 5         | Ethan Cormont         | Frankrike    | o    | o    | o    | xxx  |      |      | 5,70     |            |
| 6         | Claudio Stecchi       | Italien      | –    | o    | xo   | x–   | xx   |      | 5,70     |            |
| 7         | Pål Haugen Lillefosse | Norge        | o    | o    | x–   | x–   | x    |      | 5,60     |            |
| 8         | Ben Broeders          | Belgien      | o    | xxo  | –    | xxx  |      |      | 5,60     |            |
| 9         | Bo Kanda Lita Baehre  | Tyskland     | o    | xxx  |      |      |      |      | 5,40     |            |